# Horst-Werner Höfeker
Horst-Werner Höfeker (* 11. September 1953) war Fußballspieler beim 1. FC Magdeburg und 14-facher Juniorennationalspieler der DDR.
Höfeker kam 1968 zur Jugendmannschaft des 1. FC Magdeburg und gewann 1970 mit dessen Juniorenmannschaft sowohl die DDR-Meisterschaft als auch den DDR-Juniorenpokal. Im Pokalendspiel, in dem er im Mittelfeld aufgeboten wurde, schoss er das Führungstor zum späteren 2:1-Sieg über Stahl Riesa. In den Jahren 1971 und 1972 gehörte Höfeker zum Kader der DDR-Juniorennationalmannschaft, mit der er 1971 beim traditionellen Ostblock-Juniorenturnier hinter der Tschechoslowakei Zweiter wurde. Insgesamt bestritt er 14 Länderspiele mit der Juniorenauswahl.
Als er im Sommer 1971 für den Männerbereich spielberechtigt wurde, rückte Höfeker in die 2. Mannschaft des 1. FC Magdeburg auf, die gerade in die zweitklassige DDR-Liga aufgestiegen war. Am 22. November 1972 kam er zu seinem einzigen Einsatz mit der 1. Mannschaft in der Oberliga, der höchsten Spielklasse im DDR-Fußballspielbetrieb. In der Begegnung des 11. Spieltages der Saison 1972/73 wurde er in der 80. Minute für den Mittelfeldspieler Axel Tyll eingesetzt. 
Nach dem Ende seiner Laufbahn als aktiver Fußballspieler wurde Höfeker in Magdeburg Trainer für den Fußballnachwuchs. Am 23. Juli 2005 wirkte Höfeker zusammen mit seinen alten Mannschaftskameraden der Magdeburger Junioren in einem Jubiläumsspiel zur 35-jährigen Wiederkehr der Meisterschaft von 1970 mit. 